# Polygonum criopolitanum
Polygonum criopolitanum là một loài thực vật có hoa trong họ Rau răm. Loài này được Hance miêu tả khoa học đầu tiên năm 1886.